# S/2006 S 3
S/2006 S 3 は、土星の衛星のひとつである、2006年3月6日に、スコット・S・シェパード、デビッド・C・ジューイット、ブライアン・マースデン、ジャン・クレイナらの観測チームにより発見された。観測にはすばる望遠鏡が用いられた。発見は同年6月26日に小惑星センターのサーキュラーで、6月30日に国際天文学連合のサーキュラーでそれぞれ公表され、S/2006 S 3 という仮符号が与えられた。なお一連の観測では、合わせて9個の土星の新衛星が発見されている。
推定直径が 5 km の小さな衛星である。逆行軌道を持ち、北欧群のうちスカジ群に属すると考えられるが、詳細は不明である。S/2006 S 3 は2006年の発見報告以降は検出されておらず、見失われた状態にある。